# Härgla
Härgla est un village de la commune de Juuru, située dans le comté de Rapla en Estonie.

## Démographie
Selon le recensement de 2010 Härgla comptabilise 68 habitants.